# Dennstaedtia
Dennstaedtia és un gènere de falgueres de la família Dennstaedtiaceae amb unes 59 espècies (alguns autors ho amplien a 80 espècies).
El seu membre més conegut és probablement, a les regions temperades d'Amèrica del Nord la falguera Dennstaedtia punctilobula, que forma extenses colònies en superfícies planes a la zona dels Apalatxes.

## Taxonomia
- Dennstaedtia ampla (Bak.) Bedd.
- Dennstaedtia anthriscifolia (Bory) Moore
- Dennstaedtia antillensis (Jenm.) C.Chr.
- Dennstaedtia appendiculata (Wall. ex Hook.) J.Sm.
- Dennstaedtia arborescens (Willd.) E.Ekman ex Maxon
- Dennstaedtia bipinnata (Cav.) Maxon
- Dennstaedtia canaliculata Alderw.
- Dennstaedtia cicutaria (Sw.) T.Moore
- Dennstaedtia coronata (Sod.) C.Chr.
- Dennstaedtia cuneata (J.Sm.) Moore
- Dennstaedtia d'orbignyana Kuhn
- Dennstaedtia davallioides (R.Br.) Moore
- Dennstaedtia delicata (F.v.Muell.) Alston
- Dennstaedtia dennstaedtioides Copel.
- Dennstaedtia deparioides Rosenst.
- Dennstaedtia dissecta (Sw.) Moore
- Dennstaedtia distenta (Kunze) T.Moore
- Dennstaedtia elmeri Copel.
- Dennstaedtia flaccida (Forst.) Bernh.
- Dennstaedtia fluminensis (Fée) C.Chr.
- Dennstaedtia fusca Copel.
- Dennstaedtia glabrata (Ces.) C.Chr.
- Dennstaedtia glauca (Cav.) C.Chr.
- Dennstaedtia globulifera (Poir.) Hier.
- Dennstaedtia hirsuta (Sw.) Mett. ex Miq.
- Dennstaedtia hooveri Christ
- Dennstaedtia incisa (Fée) Kuhn
- Dennstaedtia inermis (Baker) Brownlie
- Dennstaedtia kalbreyeri Maxon
- Dennstaedtia leptophylla Hayata
- Dennstaedtia lindsayiformis (Fée) C.Chr.
- Dennstaedtia macgregori Copel.
- Dennstaedtia madagascariensis (Kunze) Tardieu
- Dennstaedtia magnifica Copel.
- Dennstaedtia melanostipos Ching
- Dennstaedtia merrillii Copel.
- Dennstaedtia munchii Christ
- Dennstaedtia novoguineensis (Rosenst.) Alston
- Dennstaedtia obtusifolia (Willd.) T.Moore
- Dennstaedtia parksii Copeland ex Morton
- Dennstaedtia penicillifera Alderw.
- Dennstaedtia philippinensis Copel.
- Dennstaedtia producta Mett.
- Dennstaedtia punctilobula (Michx.) Moore
- Dennstaedtia remota (Christ) Diels
- Dennstaedtia resinifera (BI.) Mett. ex Kuhn
- Dennstaedtia rufidula C. Chr.
- Dennstaedtia samoensis (Brackenr.) Moore
- Dennstaedtia scabra (Wall. ex Hook.) Moore
- Dennstaedtia shawii Copel.
- Dennstaedtia smithii (Hook.) Moore
- Dennstaedtia spinosa Mickel
- Dennstaedtia sprucei Moore
- Dennstaedtia sumatrana Alderw.
- Dennstaedtia terminalis Alderw.
- Dennstaedtia tripinnatifida Copel.
- Dennstaedtia vagans (Bak.) Diels
- Dennstaedtia wercklei (H. Christ) R.M.Tryon
- Dennstaedtia williamsii Copel.